# Руттан, Сьюзан
Сью́зан Ру́ттан (англ. Susan Ruttan, род. 16 сентября 1948) — американская актриса.
Руттан наиболее известна по своей роли Роксаны Мелман в длительном телесериале «Закон Лос-Анджелеса» (1986—1993). За свою роль в шоу она четырежды номинировалась на премию «Эмми» за лучшую женскую роль второго плана в драматическом телесериале и дважды на «Золотой глобус» за лучшую женскую роль второго плана — мини-сериал, телесериал или телефильм. Между работой в сериале она снялась в фильмах «Плохие Сны» (1988), «Шансы есть» (1989) и «Странная штука — любовь» (1990), а в девяностых сыграла главные роли в нескольких телефильмах.
После завершения сериала «Закон Лос-Анджелеса» Руттан в основном была заметна в театре, а также ежегодно появлялась в различных сериалах, таких как «Прикосновение ангела», «Лучшие», «Девочки Гилмор», «Сильное лекарство», «Юристы Бостона», «Анатомия страсти» и многих других.

## Избранная фильмография
| Год       |   | Русское название                 | Оригинальное название    | Роль            |
| --------- | - | -------------------------------- | ------------------------ | --------------- |
| 2002      | с | Баффи — истребительница вампиров | Buffy the Vampire Slayer | Дорис Крюгер    |
| 2009      | с | Ханна Монтана                    | Hannah Montana           | бабушка         |
| 2013      | с | Держись, Чарли!                  | Good Luck Charlie        | миссис Доббс    |
| 2021      | с | Бесстыжие                        | Shameless                | сестра Мэри Люк |
| 2024—2025 | с | Человек внутри                   | A Man on the Inside      | Глэдис Монтроуз |